# Caularis lunata
Caularis lunata là một loài bướm đêm trong họ Noctuidae.